# Nati nel 1905/Aprile
| Questa pagina contiene informazioni ricavate automaticamente dalle voci biografiche con l'ausilio del template Bio e di un bot. L'aggiornamento è periodico e automatico e ricostruisce completamente la pagina. Se manca una persona in questa lista, sei pregato di non aggiungerla, ma accertati piuttosto che la sua voce biografica contenga il template Bio e che i dati anagrafici siano correttamente compilati. Se il template Bio manca, inseriscilo tu stesso o, in alternativa, metti l'avviso {{tmp\|Bio}} che ne segnala la mancanza. Se i dati riportati sono sbagliati, correggi direttamente la voce biografica; le modifiche saranno visibili in questa lista entro pochi giorni. Per chiarimenti vedi il progetto biografie. La lista contiene solo le 128 persone che sono citate nell'enciclopedia e per le quali è stato implementato correttamente il template Bio. Pagina aggiornata al 26 lug 2025. |

- 1º aprile - Lydia d'Arenberg, nobile italiana († 1977)
- 1º aprile - Gaston Eyskens, politico belga († 1988)
- 1º aprile - Henri Laoust, orientalista francese († 1983)
- 1º aprile - Paul Hasluck, politico australiano († 1993)
- 1º aprile - Emmanuel Mounier, filosofo francese († 1950)
- 1º aprile - Eugenio Siena, pilota automobilistico italiano († 1938)
- 1º aprile - Emilio Suardi, politico e partigiano italiano († 1983)
- 1º aprile - Oleg Žakov, attore sovietico († 1988)
- 2 aprile - Kurt Herbert Adler, direttore d'orchestra austriaco († 1988)
- 2 aprile - Serge Lifar, ballerino e coreografo russo († 1986)
- 3 aprile - Tullio Bonadeo, calciatore e pallanuotista italiano († 1968)
- 3 aprile - Doug Everett, hockeista su ghiaccio statunitense († 1996)
- 3 aprile - Marvin Hatley, compositore e direttore d'orchestra statunitense († 1986)
- 3 aprile - Nicola Rubino, scultore e pittore italiano († 1984)
- 4 aprile - Vera Bock, illustratrice russa († 1973)
- 4 aprile - Nello Boscagli, partigiano e politico italiano († 1976)
- 4 aprile - Eugène Bozza, compositore e direttore d'orchestra francese († 1991)
- 4 aprile - Dougie Gray, calciatore scozzese († 1972)
- 4 aprile - Erwin Hein, alpinista, geodeta e cartografo austriaco († 1989)
- 4 aprile - Romualdo Locatelli, pittore italiano
- 4 aprile - Bortolo Manlio Pat, politico italiano († 1980)
- 4 aprile - George Stevenson, calciatore e allenatore di calcio scozzese († 1990)
- 4 aprile - Shōjirō Sugimura, calciatore giapponese († 1975)
- 5 aprile - Anna Chandy, giudice indiana († 1996)
- 5 aprile - Effat Nagy, pittrice e artista egiziana († 1994)
- 5 aprile - Ilio Guerrini, calciatore italiano († 1984)
- 5 aprile - Jaroslav Poláček, calciatore cecoslovacco († 1927)
- 5 aprile - Ramón Torrado, regista e sceneggiatore spagnolo († 1990)
- 6 aprile - Friedl Iby, ginnasta tedesca († 1960)
- 7 aprile - John Moore Allison, diplomatico statunitense († 1978)
- 8 aprile - Joachim Büchner, velocista tedesco († 1978)
- 8 aprile - Ilka Chase, attrice e conduttrice radiofonica statunitense († 1978)
- 8 aprile - Bernt Evensen, pattinatore di velocità su ghiaccio norvegese († 1979)
- 8 aprile - Helen Joseph, attivista inglese († 1992)
- 8 aprile - Erwin Keller, hockeista su prato tedesco († 1971)
- 8 aprile - Eugène Lourié, regista francese († 1991)
- 9 aprile - Guy Dugdale, bobbista britannico († 1982)
- 9 aprile - Pierino Ferioli, ciclista su strada italiano († 1985)
- 9 aprile - J. William Fulbright, politico, politologo e mecenate statunitense († 1995)
- 10 aprile - Ezechiele Leandro, pittore, scultore e poeta italiano († 1981)
- 11 aprile - Oreste Benatti, calciatore italiano († 1982)
- 11 aprile - Eugène Cardine, monaco cristiano e musicologo francese († 1988)
- 11 aprile - Attila József, poeta ungherese († 1937)
- 11 aprile - Wilhelm Weischedel, filosofo tedesco († 1975)
- 11 aprile - Erich Zander, hockeista su prato tedesco († 1991)
- 12 aprile - Antonio Cassi Ramelli, architetto italiano († 1980)
- 12 aprile - Ethel Granger, britannica († 1982)
- 12 aprile - Inger Hagerup, scrittrice norvegese († 1985)
- 12 aprile - Frances Teague, attrice statunitense († 1969)
- 13 aprile - Bruno Rossi, fisico italiano († 1993)
- 13 aprile - Frederick Vanderbilt Field, attivista e scrittore statunitense († 2000)
- 14 aprile - Jan Gonda, linguista, indologo e storico delle religioni olandese († 1991)
- 14 aprile - Georg Lammers, velocista tedesco († 1987)
- 15 aprile - Italo Bandini, calciatore italiano († 1978)
- 15 aprile - Fritz Kaufmann, saltatore con gli sci svizzero († 1941)
- 15 aprile - Raymundo Rodríguez, calciatore messicano
- 15 aprile - Herman Steiner, scacchista statunitense († 1955)
- 15 aprile - Jean Wolff, missionario e arcivescovo cattolico francese († 1990)
- 16 aprile - Vittorino Bondaz, politico e militare italiano († 1997)
- 16 aprile - Doris Dawson, attrice statunitense († 1986)
- 16 aprile - Ludwig Fischer, politico e militare tedesco († 1947)
- 16 aprile - Paul-Pierre Philippe, cardinale francese († 1984)
- 16 aprile - Giuseppe Sidoli, militare italiano († 1938)
- 17 aprile - Edith Haldeman, attrice statunitense († 1984)
- 17 aprile - Arthur Lake, attore statunitense († 1987)
- 17 aprile - Enzo Sereni, attivista, partigiano e scrittore italiano († 1944)
- 17 aprile - Louisa van Gemert, olandese († 1992)
- 18 aprile - Alessandro Catalani, ciclista su strada italiano († 1986)
- 18 aprile - Italo Cremona, pittore, scenografo e costumista italiano († 1979)
- 18 aprile - George Herbert Hitchings, medico statunitense († 1998)
- 18 aprile - Hermann Krumey, poliziotto tedesco († 1981)
- 18 aprile - Margherita di Grecia, principessa greca († 1981)
- 18 aprile - Pino Mocchetti, allenatore di calcio, dirigente sportivo e imprenditore italiano († 1994)
- 18 aprile - Nobuo Nakagawa, regista e sceneggiatore giapponese († 1984)
- 18 aprile - Pierre Wigny, politico belga († 1986)
- 19 aprile - Valdemārs Baumanis, cestista, allenatore di pallacanestro e arbitro di pallacanestro lettone († 1992)
- 19 aprile - Charles Ehresmann, matematico francese († 1979)
- 19 aprile - Carl Alfred Meier, psichiatra e docente svizzero († 1995)
- 19 aprile - Luigi Pallavicini, calciatore italiano († 1958)
- 19 aprile - Ilario Roatta, vescovo cattolico italiano († 1991)
- 19 aprile - Bernard Rudofsky, architetto, disegnatore e insegnante austriaco († 1988)
- 19 aprile - John Thach, aviatore statunitense († 1981)
- 20 aprile - Alberto Boni, calciatore italiano
- 20 aprile - Jacob Meijer, pistard olandese († 1943)
- 20 aprile - Adolph Gregory Schmitt, vescovo cattolico e missionario tedesco († 1976)
- 20 aprile - Albrecht Unsöld, astrofisico tedesco († 1995)
- 21 aprile - Pat Brown, politico e avvocato statunitense († 1996)
- 21 aprile - Guido Bustelli, politico e militare svizzero († 1992)
- 21 aprile - Tore Ljungqvist, pallanuotista svedese († 1980)
- 21 aprile - Ted Osborne, attore statunitense († 1987)
- 22 aprile - Giorgio Pastina, regista e sceneggiatore italiano († 1956)
- 22 aprile - Stasys Sabaliauskas, calciatore lituano († 1927)
- 23 aprile - Achille Adriani, archeologo italiano († 1982)
- 23 aprile - Lotte Labowsky, filologa classica tedesca († 1991)
- 23 aprile - László Raffinsky, calciatore e allenatore di calcio rumeno († 1981)
- 24 aprile - Al Bates, lunghista statunitense († 1999)
- 24 aprile - Alessandro Mazzoletti, calciatore italiano († 1969)
- 24 aprile - Robert Penn Warren, scrittore e poeta statunitense († 1989)
- 24 aprile - Helen Tamiris, coreografa, ballerina e insegnante statunitense († 1966)
- 25 aprile - Fredson Bowers, filologo e bibliografo statunitense († 1991)
- 25 aprile - Selman Selmanagić, architetto tedesco († 1986)
- 26 aprile - Mario Autelli, calciatore italiano († 2004)
- 26 aprile - Giacomo Gaioni, pistard e ciclista su strada italiano († 1988)
- 26 aprile - Nathan Homer Knorr, predicatore statunitense († 1977)
- 26 aprile - Raúl Leoni, politico venezuelano († 1972)
- 26 aprile - Denis O'Dea, attore irlandese († 1978)
- 26 aprile - Lily Parr, calciatrice britannica († 1978)
- 26 aprile - Pasquale Schiano, politico e avvocato italiano († 1987)
- 26 aprile - Jean Vigo, regista francese († 1934)
- 27 aprile - Raimondo Borsellino, chirurgo e politico italiano († 1998)
- 27 aprile - Gaetano Di Leo, politico e avvocato italiano († 1997)
- 27 aprile - Márton Keleti, regista ungherese († 1973)
- 27 aprile - John Kuck, pesista statunitense († 1986)
- 27 aprile - Herbert Niiler, allenatore di pallacanestro estone († 1982)
- 27 aprile - Uoldeàb Uoldemariàm, politico e giornalista eritreo († 1995)
- 28 aprile - Alexander Bülow, militare tedesco
- 28 aprile - Valentino Cesarin, imprenditore e dirigente sportivo italiano († 1986)
- 28 aprile - George Kelly, psicologo statunitense († 1967)
- 29 aprile - Emil Kuhn-Schnyder, paleontologo svizzero († 1994)
- 29 aprile - Gino Meloni, pittore e scultore italiano († 1989)
- 29 aprile - Erich Naumann, generale tedesco († 1951)
- 29 aprile - Hal Pereira, scenografo statunitense († 1983)
- 29 aprile - Renzo Sabatini, violista italiano († 1973)
- 29 aprile - Rudolf Schwarz, direttore d'orchestra austriaco († 1994)
- 29 aprile - Phillip Hagar Smith, ingegnere statunitense († 1987)
- 30 aprile - Adelaide Lawrence, attrice statunitense († 1989)
- 30 aprile - Sergej Michajlovič Nikol'skij, matematico sovietico († 2012)
- 30 aprile - Heinrich Schläppi, bobbista svizzero († 1958)